# Shea Couleé
Jaren Kyei Merrell (nacido el 8 de febrero de 1989), conocido profesionalmente como Shea Couleé, es un drag queen y músico de Chicago. Merrell es conocida por competir en la temporada 9 de RuPaul ‘s Drag Race y por ganar la temporada 5 de RuPaul’s Drag Race: All Stars. Nació en Warsaw, Indiana y empezó su carrera drag en 2012.
| Predecesora: Monét X Change Trinity The Tuck | Ganadora de RuPaul's Drag Race: All Stars 2020 | Sucesora: Kylie Sonique Love |